# Charles Grafton Page
Charles Grafton Page (Salem, 25 de janeiro de 1812 — Washington, D.C., 5 de maio de 1868) foi um engenheiro, médico, examinador de patentes, químico e inventor estadunidense.